# Florian Meindl

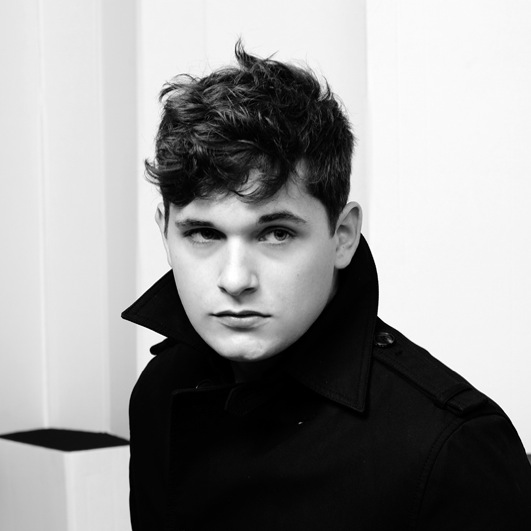

Florian Meindl (* 1985 in Eferding) ist ein in Berlin lebender österreichischer Sounddesigner, Musikproduzent und DJ im Bereich Techno.

## Produktionen
Neben zahlreichen Kollaborationen mit internationalen Künstlern realisiert er Remixe (unter anderen für Röyksopp, Hot Chip...), betreibt sein eigenes Techno Label FLASH Recordings und ist neben seinen DJ sets auch mit einem Modularsystem bzw. Modularsynthesizer und analogem Equipment als Liveact weltweit auf Tour. Insgesamt veröffentlichte Meindl bisher über 150 Tracks und Remixes.
Meindl erlernte bis 2004 in Linz die Maschinenbau-Ingenieurwissenschaften und studierte danach in London Toningenieurwesen (Music Technology) und Musik an der University of West London mit dem Abschluss Bachelor of Arts. Derzeit lebt er in Berlin.
Des Weiteren führt Meindl seit 2007 ein Sounddesign Label namens Riemann Kollektion und kann auf viele bekannte Gast-Produzenten zurückblicken wie Pan-Pot, Phil Kieran, Shlomi Aber, Christian Smith, Electric Rescue oder Jamie Anderson.

## Diskografie
Alben
- 2012 WAVES (Debüt-Album) FLASH Recordings
- 2015 COLLIDE (2. Artist Album) FLASH Recordings

Singles und EPs
- 2005 Debüt EP – (Balkon)
- 2006 Eferding Berlin – (Flash Recordings)
- 2007 Moonchild – (Resopal)
- 2008 Aorta – (Herzblut)
- 2008 Blast – (Trapez)
- 2008 La Nuit – (MBF)
- 2009 The Insolveable Riddle EP – (Flash Recordings)
- 2009 Flashmob EP – (Flash Recordings)
- 2010 Egyptian Storm – (Flash Recordings)
- 2011 Desert Times – (Flash Recordings)
- 2012 What is Techno – (Flash Recordings)
- 2013 Night Hawk – (Flash Recordings)
- 2014 The Call – (Flash Recordings)
- 2015 Routing – (Flash Recordings)
- 2016 Anomaly – (Flash Recordings)

### Remixes
- Röyksopp – This must be it
- Hot Chip – I feel better
- Dapayk & Eva Padberg – Island